# Paso del Norte International Bridge
De Paso del Norte International Bridge is een brug over de Rio Grande en de grens tussen Mexico en de Verenigde Staten, die de steden El Paso (Texas, Verenigde Staten) en Ciudad Juárez (Mexico) met elkaar verbindt. De brug staat ook bekend als de "Paso del Norte Bridge", de "Santa Fe Street Bridge", de "Puente Benito Juárez", de "Puente Paso del Norte" en "Puente Juárez-Santa Fe". De brug werd gebouwd in 1967.